# 1714 Sy
1714 Sy је астероид главног астероидног појаса. Приближан пречник астероида је 16,8 km,
а средња удаљеност астероида од Сунца износи 2,566 астрономских јединица (АЈ).
Инклинација (нагиб) орбите у односу на раван еклиптике је 7,981 степени, а орбитални период износи 1502,157 дана (4,112 године). Ексцентрицитет орбите астероида износи 0,155.
Апсолутна магнитуда астероида износи 11,9 а геометријски албедо 0,108.
Астероид је откривен 25. јула 1951. године.